# Eucalyptus (informatique)
Pour l’article homonyme, voir Eucalyptus.
Eucalyptus est un logiciel médiateur (anglais middleware) open-source pour l'implémentation du cloud computing (ou informatique en nuage) sur une grappe de serveurs. Son nom fait référence à l'acronyme anglais « Elastic Utility Computing Architecture for Linking Your Programs To Useful Systems » qui peut se traduire en « Utilitaire d'Architecture informatique élastique pour relier vos programmes à des systèmes fonctionnels ».
Eucalyptus est compatible avec Amazon Web Services.
Il est intégré dans la distribution Gnu/Linux Ubuntu 9.04 en tant qu'outils de « cloud computing ».
Eucalyptus peut s'installer facilement sur la majorité des distributions GNU/Linux : Debian, CentOS…
En septembre 2014, Eucalyptus fut racheté par Hewlett-Packard.

## Fonctionnalités
- Compatible avec Amazon Web Services API
- Installation et déploiement avec l'outil de gestion de grappe de serveurs Rocks Linux
- Communication sécurisée entre les processus interne via SOAP et WS-Security
- Outils d'administration basique
- Capacité à configurer de multiples grappes de serveurs comme un seul « cloud »[4]

## Architecture
L'architecture d'Eucalyptus est composée de cinq éléments de haut-niveau :
- Cloud Controller (CLC, contrôleur de nuage) ;
- Cluster Controller (CC, contrôleur de grappe) ;
- Walrus (il implémente la scalabilité du stockage et comporte une interface pour ajouter ou récupérer des paquets et objets). Il fournit un mécanisme de persistance du stockage et de contrôle d'accès aux images de machines de la machine virtuelle et aux données de l'utilisateur) ;
- Storage Controller (SC, contrôleur de stockage) ;
- Node Controller (NC, contrôleur de nœud).

Chaque composant de haut-niveau du système a sa propre interface web et est implémenté comme un service web indépendant. Cela a deux principaux avantages :
- Chaque service web expose une API bien définie et indépendante du langage, sous la forme d'un document WSDL contenant à la fois les opérations que le service peut effectuer et les structures de donnée d'entrée/sortie.
- Eucalyptus, utilise avec avantage les fonctionnalités existantes dans les services web telles que les polices de sécurité (WSS) pour la communication sécurisée entre les composants, et se base sur les logiciels de services web se conformant aux standards industriels.